# شهرستان هیکوری (میزوری)
شهرستان هیکوری، میزوری (به انگلیسی: Hickory County, Missouri) یک شهرستان در ایالات متحده آمریکا است که در میزوری واقع شده‌است.